# Jay M. Harding
Jay M. Harding ist ein Tonmeister.

## Leben
Harding arbeitete im Lauf seiner Karriere an 54 Spielfilmen, der Großteil hiervon entstand in den 1980er Jahren. Neben seiner Arbeit für den Film war er auch an zahlreichen Fernsehproduktionen beteiligt, darunter die Serien Fame – Der Weg zum Ruhm, The Young Riders und In der Hitze der Nacht.
1981 war er für Fame – Der Weg zum Ruhm gemeinsam mit Michael J. Kohut, Aaron Rochin und Christopher Newman für den Oscar in der Kategorie Bester Ton nominiert, der Preis ging in diesem Jahr jedoch an Irvin Kershners Science-Fiction-Film Das Imperium schlägt zurück. Im darauf folgenden Jahr war er für Herbert Ross’ Musical  Tanz in den Wolken ein zweites und letztes Mal für den Oscar nominiert, diesmal zusammen mit Michael J. Kohut, Richard Tyler und Al Overton Jr. In diesem Jahr ging der Preis an Steven Spielbergs Jäger des verlorenen Schatzes.

## Filmografie (Auswahl)
- 1978: Eine ganz krumme Tour (Foul Play)
- 1980: Fame – Der Weg zum Ruhm (Fame)
- 1981: Kesse Bienen auf der Matte (...All the Marbles)
- 1981: Tanz in den Wolken (Pennies from Heaven)
- 1984: Das nackte Gesicht (The Naked Face)
- 1984: Schuld daran ist Rio (Blame It on Rio)
- 1985: Red Sonja
- 1985: Rocky IV – Der Kampf des Jahrhunderts (Rocky IV)
- 1986: 9½ Wochen (9½ Weeks)
- 1989: Dead Bang – Kurzer Prozess (Dead Bang)
- 1989: Stepfather II
- 1990: 24 Stunden in seiner Gewalt (Desperate Hours)
- 1991: Mannequin 2 – Der Zauber geht weiter ( Mannequin Two: On the Move)

## Auszeichnungen (Auswahl)
- 1981: Oscar-Nominierung in der Kategorie Bester Ton für Fame – Der Weg zum Ruhm
- 1982: Oscar-Nominierung in der Kategorie Bester Ton für Tanz in den Wolken